# Le tre sfide di Tarzan
Le tre sfide di Tarzan (Tarzan's Three Challenges) è un film del 1963 diretto da Robert Day.
Il film vede protagonista l'attore Jock Mahoney nei panni di Tarzan.